# Torbiera di Antole
Torbiera di Antole este o arie protejată (arie specială de conservare — SAC, sit de importanță comunitară — SCI) din Italia întinsă pe o suprafață de 25 ha, integral pe uscat.

## Localizare
Centrul sitului Torbiera di Antole este situat la coordonatele 46°08′15″N 12°10′31″E / 46.13758°N 12.1753°E.

## Înființare
Situl Torbiera di Antole a fost declarat sit de importanță comunitară în septembrie 1995 pentru a proteja 15 specii de animale. Situl a fost protejat și ca arie specială de conservare în iulie 2018.

## Biodiversitate
Situată în ecoregiunea alpină, aria protejată conține 3 habitate naturale: Fânețe de joasă altitudine (Alopecurus pratensis, Sanguisorba officinalis), Păduri ilirice de stejar și carpen (Erythronio-Carpinion), Mlaștini turboase de tranziție și turbării mișcătoare.
La baza desemnării sitului se află mai multe specii protejate:
- păsări (11): uliu păsărar (Accipiter nisus), barză albă (Ciconia ciconia), becațină comună (Gallinago gallinago), cocor (Grus grus), sfrâncioc roșiatic (Lanius collurio), becațină mică (Lymnocryptes minimus), viespar (Pernis apivorus), ciocănitoarea verde (Picus viridis), ploier auriu (Pluvialis apricaria), mărăcinar negru (Saxicola torquatus), nagâț (Vanellus vanellus)
- amfibieni (1): izvoraș-cu-burta-galbenă (Bombina variegata)
- nevertebrate (3): croitorul mare al stejarului (Cerambyx cerdo), Euplagia quadripunctaria, rădașcă (Lucanus cervus)

Pe lângă speciile protejate, pe teritoriul sitului au mai fost identificate 7 specii de plante, 4 specii de amfibieni, 7 specii de mamifere, 7 specii de reptile.